# 下福元町

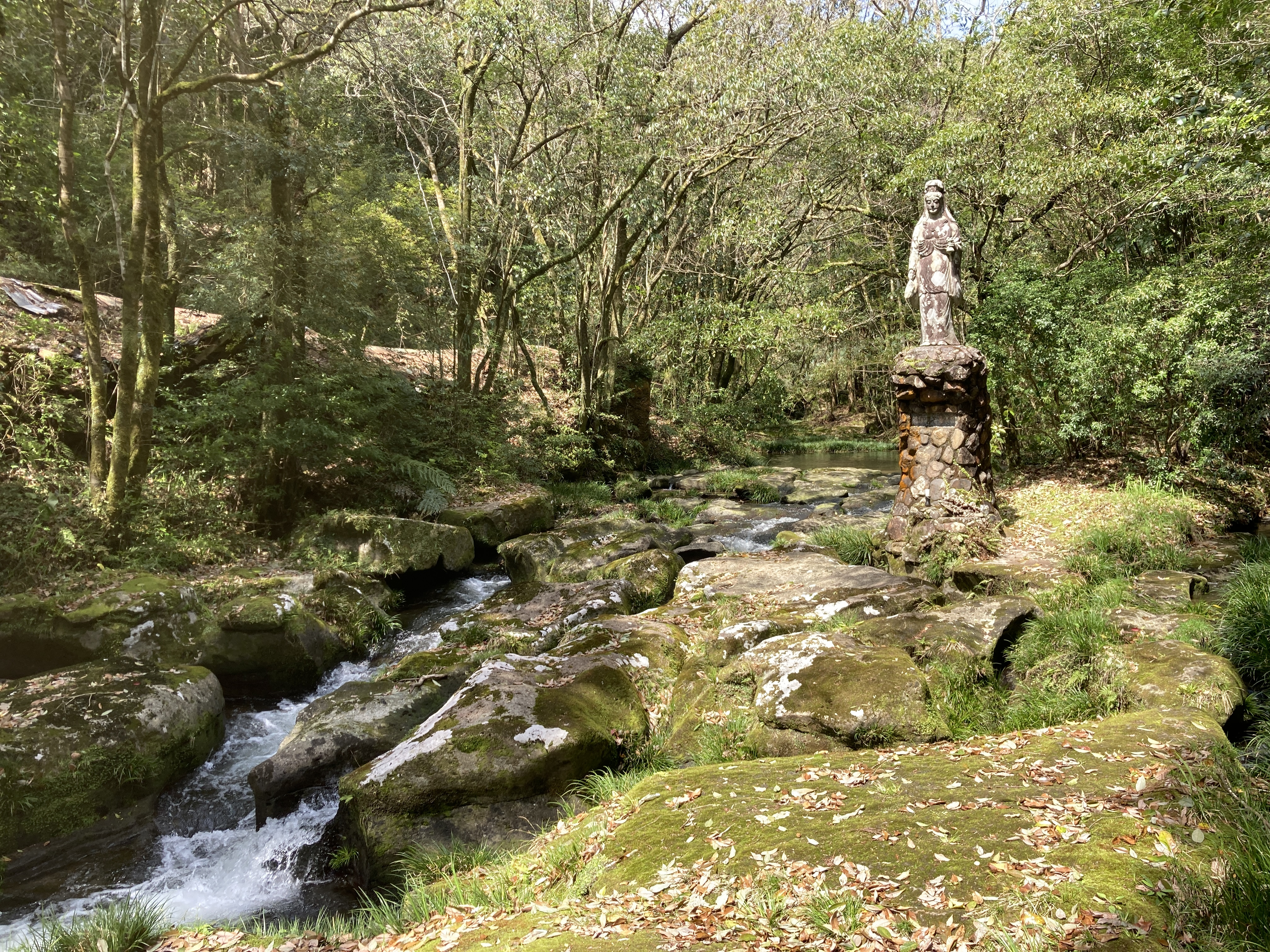
万之瀬川に架かる城水橋近くの城水渓谷には城水観音が立っている

下福元町（しもふくもとちょう）は、鹿児島県鹿児島市の町。旧薩摩国谿山郡谷山郷下福元村、谿山郡谷山村大字下福元、鹿児島郡谷山町大字下福元、谷山市下福元町。郵便番号は891-0144。人口は6,985人、世帯数は3,261世帯（2020年4月1日現在）。

## 地理
鹿児島市南部（谷山地区）に位置し、和田川下流域及び万之瀬川の源流域に位置する。町域の北方には鹿児島市中山町、上福元町、南方には鹿児島市平川町、南九州市川辺町清水、東方には鹿児島市谷山中央、西谷山、慈眼寺町、錦江台、坂之上、七ツ島、光山、西方には日置市吹上町与倉、日置市吹上町湯之浦、日置市吹上町和田、南さつま市金峰町大坂がそれぞれ接している。
教育施設は町域の西部に鹿児島市唯一の併置型小中学校である鹿児島市立錫山小中学校が位置している。
また、中央部を南北に指宿スカイライン（鹿児島県道17号指宿鹿児島インター線）が通っており、中央部には錫山インターチェンジが所在している。北部には東西に鹿児島県道20号鹿児島加世田線が通っており、途中で鹿児島県道22号谷山伊作線に分岐し県道20号は進路を南方に変える。南方には国道225号が南北に通っており、影原交差点で西方向に国道226号が分岐している。

### 河川
- 万之瀬川

## 歴史

### 江戸時代の下福元村
下福元という地名は江戸時代より見え、薩摩国谿山郡谷山郷（外城）のうちであった。上福元村（現在の上福元町など）と共に福本村とも称していた。村高（石高）は「旧高旧領取調帳」では3,038石余であったとされ、人口は5,020人、戸数は1,019戸であった。
現在、錫山小中学校が所在する錫山集落の錫山元山峠では、明暦元年（1655年）11月15日、もしくは万治元年（1658年）、薩摩藩から地下資源開発の命を受けた八木主水佑元信（）によって、全国でも珍しい錫の鉱山である錫山（）鉱山が発見され、薩摩の三山と呼ばれた。錫鉱が発見された地錫山は、古くから鹿追原と呼ばれていたが、八木により錫鉱が発見されてからは錫山と呼ばれるようになった。元禄14年（1701年）には、島津氏19代当主で薩摩藩2代目藩主である島津光久が、江戸幕府から採掘許可を得て薩摩藩の経営となり、島津氏に経営が移った錫山は次々と拡張され、国内有数の錫鉱山となり多くの錫が採掘され、錫器の生産量も増えたと考えられており、天保年間には11.53トンの錫が産出されたと言われており、金銀と並ぶ価値の高い金属だった当時の錫は、薩摩藩の重要な財源となった。山の入口には関所を設け、鹿児島以外の遠方からも山を渡り歩いた目利きの山師が士族待遇で迎えられたうえ藩から給料も支払われ、山では常時150人程の鉱山夫が働き、産出量が多かった安政元年（1854年）頃は約300人が働いた。八木の子孫も錫山鉱山に関わり続けた。第一次世界大戦後には軍備抑制などの影響により縮小を余儀なくされ、鉱山も一時休山となるが、その後「錫山工業組合」が生産を続け、鹿児島県の伝統工芸品である薩摩錫器などにも用いられたが、1988年（昭和63年）に閉山した。
1879年（明治12年）には戸長役場が下福元村に設置された。1882年（明治15年）の「県地誌」によれば下福元村に5隻の漁船があったと記載されている。

### 町村制施行以後
1889年（明治22年）に町村制が施行されたのに伴い、下福元村、上福元村、松崎町、塩屋村、和田村、平川村、中村、山田村、五ケ別府村の区域より谷山村が設置され、それまでの下福元村は谷山村の大字「下福元」（1924年の町制施行の際も同様）となった。1897年（明治30年）4月1日に「 鹿兒島縣下國界竝郡界變更及郡廢置法律」（明治29年法律第55号）が施行されたのに伴い、谿山郡が鹿児島郡に編入され、谿山郡に属していた谷山村は鹿児島郡のうちとなった。1957年（昭和32年）には谷山町が単独市制施行し、谷山市となったのに伴い、谷山市の町「下福元町」となった。1967年（昭和42年）に谷山市が鹿児島市と新設合併し、鹿児島市の町となった。
1984年（昭和59年）10月15日に慈眼寺団地・ニュー慈眼寺団地・坂之上団地・星和台団地の区域にあたる町域の一部より錦江台一丁目、錦江台二丁目、錦江台三丁目が設置された。1996年（平成8年）2月13日には下福元町、上福元町、谷山塩屋町、和田町の区域にあたる谷山第一地区において住居表示が実施されることとなったのに伴い、慈眼寺町、谷山中央五丁目から谷山中央七丁目が設置された。
1997年（平成9年）4月17日には鹿児島営林署跡地に鹿児島市立ふるさと考古歴史館が開館し、町域内から発掘された掃除山遺跡のジオラマが置かれている。
また、2005年（平成17年）には中央慈眼寺台地区が下福元町から慈眼寺町に編入され、2008年（平成20年）2月25日には坂之上地区において住居表示が実施されることとなったのに伴い、坂之上一丁目から坂之上八丁目が設置され、同時に錦江台一丁目に一部が編入された。また同年10月27日には光山地区において住居表示が実施され、光山一丁目及び光山二丁目が設置された。2014年（平成26年）2月17日には谷山第二地区土地区画整理事業の事業区域の一部で谷山第二地区（第一期）として住居表示が実施され、下福元町の一部及び上福元町の一部より西谷山二丁目が設置された。2020年（令和2年）2月3日には下福元町の一部より西谷山三丁目が設置された。

### 字域の変遷
| 変更後                 | 変更年             | 変更前           |
| ---------------------- | ------------------ | ---------------- |
| 錦江台一丁目（新設）   | 1984年（昭和59年） | 下福元町（一部） |
| 錦江台二丁目（新設）   | 1984年（昭和59年） | 下福元町（一部） |
| 錦江台三丁目（新設）   | 1984年（昭和59年） | 下福元町（一部） |
| 慈眼寺町（新設）       | 1996年（平成8年）  | 下福元町（一部） |
| 谷山中央五丁目（新設） | 1996年（平成8年）  | 下福元町（一部） |
| 谷山中央六丁目（新設） | 1996年（平成8年）  | 下福元町（一部） |
| 谷山中央七丁目（新設） | 1996年（平成8年）  | 下福元町（一部） |
| 谷山中央七丁目（新設） | 1996年（平成8年）  | 上福元町（一部） |
| 坂之上一丁目（新設）   | 2008年（平成20年） | 和田町（一部）   |
| 坂之上一丁目（新設）   | 2008年（平成20年） | 下福元町（一部） |
| 坂之上二丁目（新設）   | 2008年（平成20年） |                  |
| 坂之上三丁目（新設）   | 2008年（平成20年） |                  |
| 坂之上四丁目（新設）   | 2008年（平成20年） |                  |
| 坂之上五丁目（新設）   | 2008年（平成20年） |                  |
| 坂之上六丁目（新設）   | 2008年（平成20年） |                  |
| 坂之上七丁目（新設）   | 2008年（平成20年） |                  |
| 坂之上八丁目（新設）   | 2008年（平成20年） |                  |
| 光山一丁目（新設）     | 2008年（平成20年） |                  |
| 光山二丁目（新設）     | 2008年（平成20年） |                  |
| 錦江台一丁目（編入）   | 2008年（平成20年） |                  |
| 西谷山二丁目（新設）   | 2014年（平成26年） | 下福元町（一部） |
| 西谷山二丁目（新設）   | 2014年（平成26年） | 上福元町（一部） |
| 西谷山三丁目（新設）   | 2020年（令和2年）  | 下福元町（一部） |

## 人口
以下の表は国勢調査による小地域集計が開始された1995年以降の人口の推移である。2010年以降は住居表示の実施に伴う町域の再編により大幅な人口の減少が発生している。
| 年                 | 人口   |
| ------------------ | ------ |
| 1995年（平成7年）  | 30,179 |
| 2000年（平成12年） | 26,010 |
| 2005年（平成17年） | 26,698 |
| 2010年（平成22年） | 7,154  |
| 2015年（平成27年） | 6,854  |

## 文化財

### 市指定
- 掃除山遺跡出土品一括（有形文化財（考古資料））[38]
- 草野貝塚出土品（有形文化財（考古資料））[38]
- 玉利の鎌手踊り（無形民俗文化財（民俗芸能））[38]

## 施設

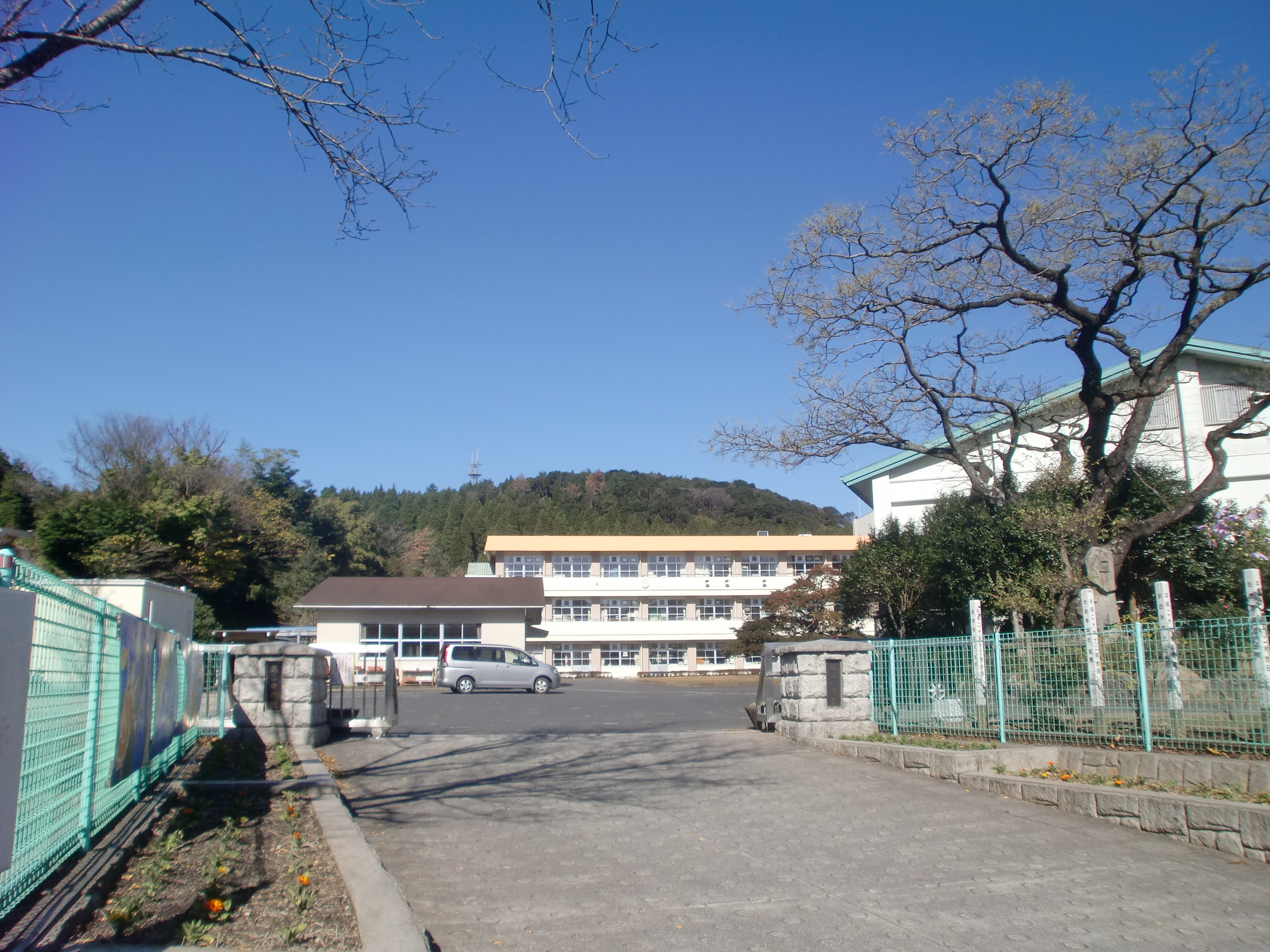
鹿児島市立錫山小中学校

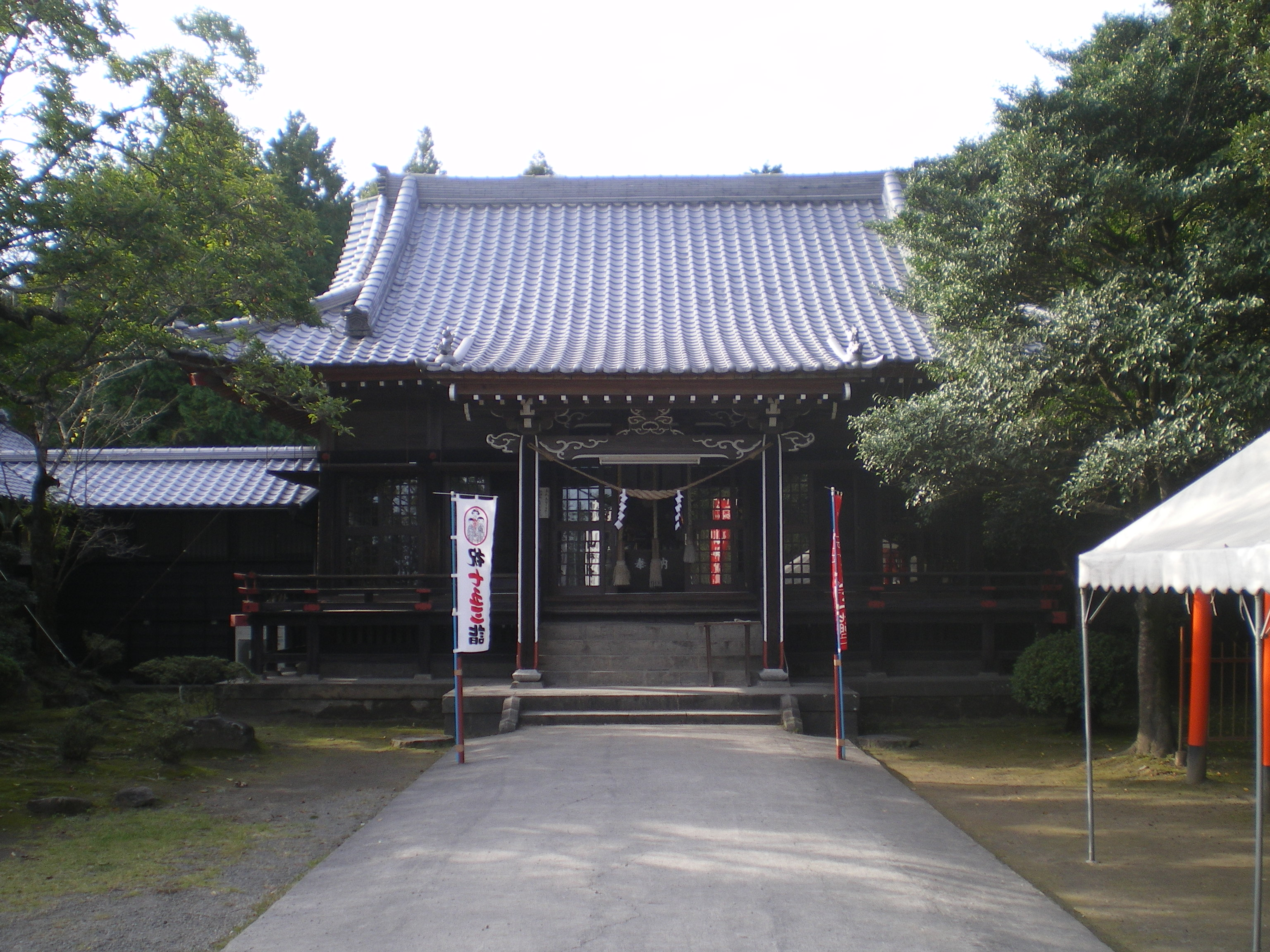
谷山神社

### 公共
- 鹿児島市立ふるさと考古歴史館[39]
- 福平福祉館[40]
- 鹿児島市健康福祉局保健部食肉衛生検査所[41]
- 慈眼寺公園

### 教育
- 鹿児島市立錫山小中学校[42][43]
- 可愛幼稚園[44]
- 影原保育園[45]

### 寺社
- 慈眼寺
- 清泉寺
- 谷山神社

## 小・中学校の学区
市立小・中学校に通う場合、学区（校区）は以下の通りとなる。
| 町・字   | 番地 | 小学校                 | 中学校               |
| -------- | ---- | ---------------------- | -------------------- |
| 下福元町 | 一部 | 鹿児島市立谷山小学校   | 鹿児島市立谷山中学校 |
| 下福元町 | 一部 | 鹿児島市立西谷山小学校 | 鹿児島市立谷山中学校 |
| 下福元町 | 一部 | 鹿児島市立和田小学校   | 鹿児島市立和田中学校 |
| 下福元町 | 一部 | 鹿児島市立錦江台小学校 | 鹿児島市立和田中学校 |
| 下福元町 | 一部 | 鹿児島市立福平小学校   | 鹿児島市立福平中学校 |
| 下福元町 | 一部 | 鹿児島市立錫山小学校   | 鹿児島市立錫山中学校 |

## 交通

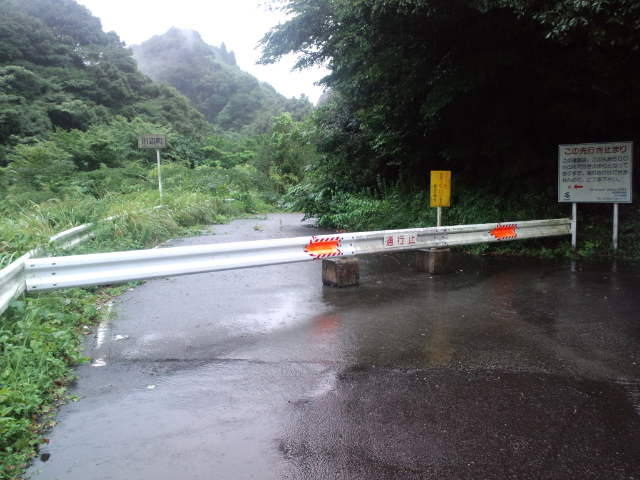
県道19号の旧道（鹿児島市・南九州市境界付近）

### 道路
有料道路
- 指宿スカイライン
  - 谷山本線料金所 - 錫山インターチェンジ

一般国道
- 国道225号
- 国道226号

主要地方道
- 鹿児島県道17号指宿鹿児島インター線（指宿スカイライン）
- 鹿児島県道19号鹿児島川辺線
- 鹿児島県道20号鹿児島加世田線
- 鹿児島県道22号谷山伊作線

一般県道
- 鹿児島県道219号玉取迫鹿児島港線